# Monilia laxa
Monilia laxa är en svampart som först beskrevs av Christian Gottfried Ehrenberg, och fick sitt nu gällande namn av Sacc. & Voglino 1886. Monilia laxa ingår i släktet Monilia och familjen Sclerotiniaceae.   Inga underarter finns listade i Catalogue of Life.